# Walter Spieler
Walter Spieler (Ober-Entfelden (Zwitserland), 13 april 1914 – ?, 28 september 1992) was een Zwitsers componist en dirigent.

## Levensloop
Spieler studeerde aan de Hochschule für Musik und Theater Zürich in Zürich. In 1938 heeft hij afgestudeerd. Van 1936 tot 1976 was hij dirigent en instrukteur in het Zwitserse leger, vooral in de Rekrutenschule Aarau; sinds 1973 als tweede inspecteur van de Zwitserse militaire muziek. Naast zijn werkzaamheden bij het militair was hij ook dirigent van verschillende civiele harmonieorkesten in Zwitserland, bijvoorbeeld van de Stadtmusik Aarau. Als componist is vooral zijn Marsch de 5. Division voor harmonieorkest bekend.